# جورج لوز
جورج لوز (بالإنجليزية: George Luz)‏ هو عسكري أمريكي، ولد في 17 يونيو 1921 في فول ريفر في الولايات المتحدة، وتوفي في 15 أكتوبر 1998 في ويست وارويك في الولايات المتحدة.